# Chest (Einheit)
Hinweis: Dieser Artikel behandelt eine physikalische Masseneinheit – zur medizinischen Versorgungseinrichtung siehe unter Chest Pain Unit 
Chest war eine Masseneinheit (Gewichtsmaß) für Tee im englischen Königreich. In Asien, hier in Penang, wurde auch Opium unter diesem Maß gehandelt.
- 1 Chest = 38,1 Kilogramm[1]
- 1 Chest = 2 factory man = 160 lbs = 72,57 Kilogramm bei Opium[2]
- 1 Chest = 8 Kisten ≈ 1200 Pfund (engl. Av.d.p.)[3]